# Presa de Marató
La Presa de Marató és una presa de gravetat situada al riu Khàradros, a prop de la seva confluència amb el rierol de Varnavas, a 8 km a l'oest de Marató i 45 km al nord-est d'Atenes (Grècia). La presa formà el Llac de Marató amb l'objectiu principal de garantir l'abastament d'aigua a les ciutats. Fou construït entre el 1926 i el 1929 i romangué l'única font d'aigua per Atenes fins al 1959. Sovint se cita el paper de la presa en la modernització de Grècia i el primer cas documentat d'activitat sísmica associada amb inundació d'embassament. Els seus dissenyadors també volien fer-ne un símbol de l'antiga Grècia i, en particular, dels atenesos i la batalla de Marató.